# 1 E12 s
Cet article liste des exemples de temps de l'ordre de 1012 s, soit 1 000 milliards de secondes, afin de comparer différents ordres de grandeur.

## Exemples
| Durée ( × 1012) s | Unités usuelles | Événement                                                                |
| ----------------- | --------------- | ------------------------------------------------------------------------ |
| 0,64              | 20 300 a        | Demi-vie du niobium 94                                                   |
| 0,76              | 24 110 a        | Demi-vie du plutonium 239                                                |
| 1,000             | 1 téraseconde   | 316,88 siècles                                                           |
| 2,37              | ~ 75 000 a      | Temps depuis qu'un groupe d'humains devinrent les Aborigènes d'Australie |
| 2,40              | 76 000 a        | Demi-vie du nickel 59                                                    |
| 4,86              | 154 000 a       | Demi-vie du neptunium 236                                                |
| 5,03              | 159 200 a       | Demi-vie de l'uranium 233                                                |
| 6,67              | 211 100 a       | Demi-vie du technétium 99                                                |